# Liberté d'opinion
Ne doit pas être confondu avec libre-pensée.

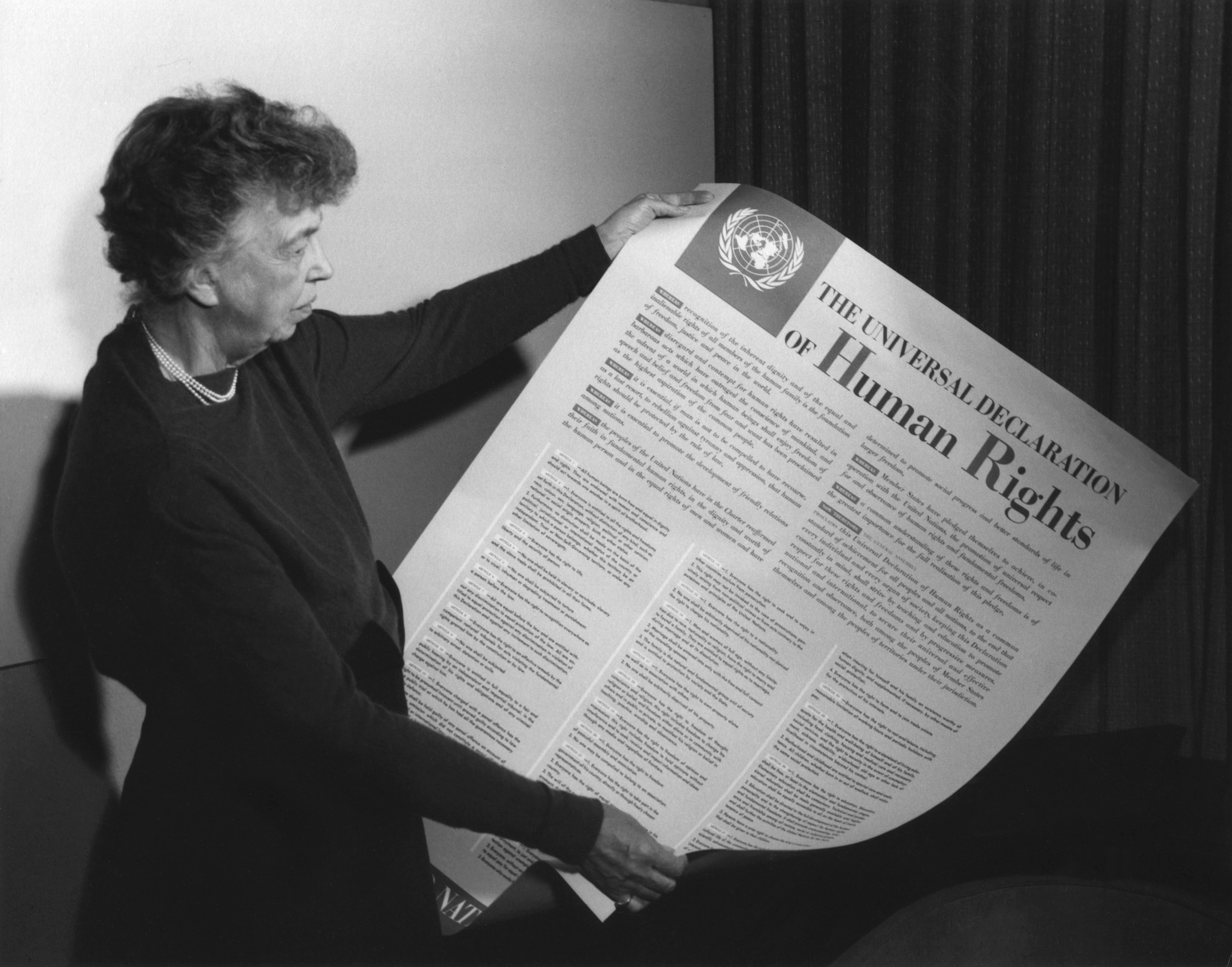
Eleanor Roosevelt tenant la version anglaise de la Déclaration universelle des droits de l'homme en 1949.

La liberté d'opinion est un principe de liberté fondamentale permettant la communication d'opinion personnelle sans entrave de l'État. La liberté d'opinion fait l'objet de l'article 19 de la Déclaration universelle des droits de l'homme.
La liberté d'opinion est caractéristique des démocraties libérales. Elle n'existe pas dans les États totalitaires qui la nient à un degré plus ou moins accentué.

## Par pays

### Canada
En droit canadien, la liberté d'opinion est prévue à l'article 2b) de la Charte canadienne des droits et libertés.

### États-Unis
La liberté de parole fait partie du premier amendement de la constitution américaine, qui fait partie du bill of rights proposé le 25 septembre 1789 et ratifié définitivement le 15 décembre 1791.

### France
La liberté d'opinion est apparue à la fin du XVIIIe siècle au cours de la Révolution française, dès le 26 août 1789 dans la Déclaration des droits de l'homme et du citoyen.

### Royaume-Uni
La liberté de parole fait l'objet de l'article 8 de la déclaration des droits britannique (1689).

### Suisse
En Suisse, la Constitution fédérale prévoit que « La liberté d’opinion et la liberté d’information sont garanties. Toute personne a le droit de former, d’exprimer et de répandre librement son opinion. Toute personne a le droit de recevoir librement des informations, de se les procurer aux sources généralement accessibles et de les diffuser » (article 16).